# Pedro Manini Ríos
Pedro Manini Ríos (Montevideo, 21 de septiembre de 1879 - Montevideo, 4 de julio de 1958) fue un abogado, diplomático, periodista, profesor universitario y político uruguayo, perteneciente al Partido Colorado.
Ejerció múltiples cargos como diputado (1905-1911 y 1920-1933), senador (1911-1920 y 1934-38) y ministro en varias ocasiones. Fue el principal líder de la corriente riverista del Partido Colorado y el fundador del diario La Mañana, destacándose por su oposición a la 'Ley de 8 horas'.

## Biografía

### Primeros años
Nació el 21 de septiembre de 1879, hijo de Lorenzo Manini, un inmigrante piamontés y de Graciana Ríos, una uruguaya de familia blanca.
Su padre, que murió cuando tenía 2 años, se desempeñaba en el área de la construcción, y su madre, hija de un oficial de Manuel Oribe que se había radicado en Villa Encarnación (La Unión) tras finalizar la Guerra Grande. Ella solía definirse como “blanca oribista, del Cerrito y de Quinteros”. Cuando su hijo Pedro se hizo colorado, sus amigas comentaron: “pobre Graciana, su hijo se hizo “salvaje”.
Aún adolescente, se unió junto a Arturo Santana, Emilio Frugoni, Sebastián Puppo, Isaac Diaz y a Héctor Rivadavia Gómez al núcleo bullicioso de la juventud colorada que rodeaba a la ascendente figura de José Batlle y Ordóñez, grupo crítico del oficialismo de "colectivistas colorados" de Julio Herrera y Obes y de Juan Idiarte Borda.
Arrastrando una situación económica ajustada, teniendo que ayudar a mantener su casa donde vivían sus hermanas y tías solteras, pudo culminar con gran esfuerzo su carrera de abogado en la Universidad. Recibido, ingresó como periodista en el diario El Día, diario de Batlle y Ordóñez, llegando a ser jefe de redacción y luego director.

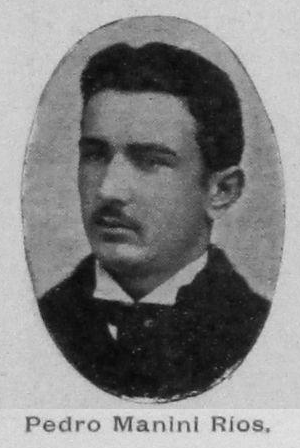
Pedro Manini Ríos a principios de los 1900s

En la revolución de 1897 se enroló en el ejército del gobierno, presidido por el Partido Colorado, junto a sus condiscípulos Emilio Frugoni y Héctor Rivadavia Gómez. También en la guerra de 1904, participando como secretario del coronel Pablo Galarza y tomando un rol en la posterior Paz de Acegúa, donde forjó una sólida relación con el joven negociador de la contraparte blanca, Luis Alberto de Herrera.

### En el batllismo
Electo diputado por primera vez por Durazno, ejerció el cargo entre 1905 y 1911.
En su primera etapa política Manini fue uno de los partidarios más consecuentes y entusiastas del batllismo y, según el historiador Milton Vanger, fue el protegido político de Batlle, llegando a firmar durante un tiempo en sus columnas en El Día como "Manini y Ríos".
En 1907, recién casado y en viaje de bodas, Manini fue a Europa con Batlle, acompañándolo en calidad de secretario, a la Conferencia de Paz de La Haya. En 1909 se encontraron en París para diseñar los planes de la segunda presidencia y, además de esta afinidad personal, es notable la proximidad política e ideológica, siendo Manini quien redactó el mensaje de la ley de ocho horas y descanso semanal de 1911.
En el período de la presidencia de Claudio Williman (1907-1911), entre las dos de Batlle, junto a Domingo Arena (su socio en el estudio jurídico) se convirtieron en los articuladores de la segunda presidencia de Batlle, recibiendo ambos cartas de Batlle desde París de manera periódica.
Se les fueron encomendados varios proyectos de ley, como la creación de una compañía de seguros del Estado o evitar la rehabilitación de las corridas de toros (se habían habilitado corridas simuladas), presionando por esa vía para que el presidente Williman interpusiera el veto en caso de ser necesario.
Al asumir Batlle en marzo de 1911 su segundo período en la presidencia, a Manini le fue designado el Ministerio del Interior. Sin embargo, a los pocos meses las diferencias entre ambos comenzaron a ser evidentes, principalmente por el proyecto de reforma del Poder Ejecutivo que Batlle comenzó a esbozar desde el sillón de gobernante, para sustituir en el futuro la institución presidencial por un ejecutivo colegiado.

En el año 1912, a Manini se le encomendó presidir la delegación uruguaya que viajaría a la conmemoración del Centenario de las Cortes de Cádiz a realizarse en Madrid el 12 de octubre. Aquí ocurrieron más discrepancias con Batlle y Ordóñez, ya que la lista de la delegación presentada por Manini era encabezada por José Enrique Rodó, autor del aclamado Ariel en la época; nombre que el presidente tachó por las discrepancias que mantenían el presidente Batlle con el escritor Rodó. 

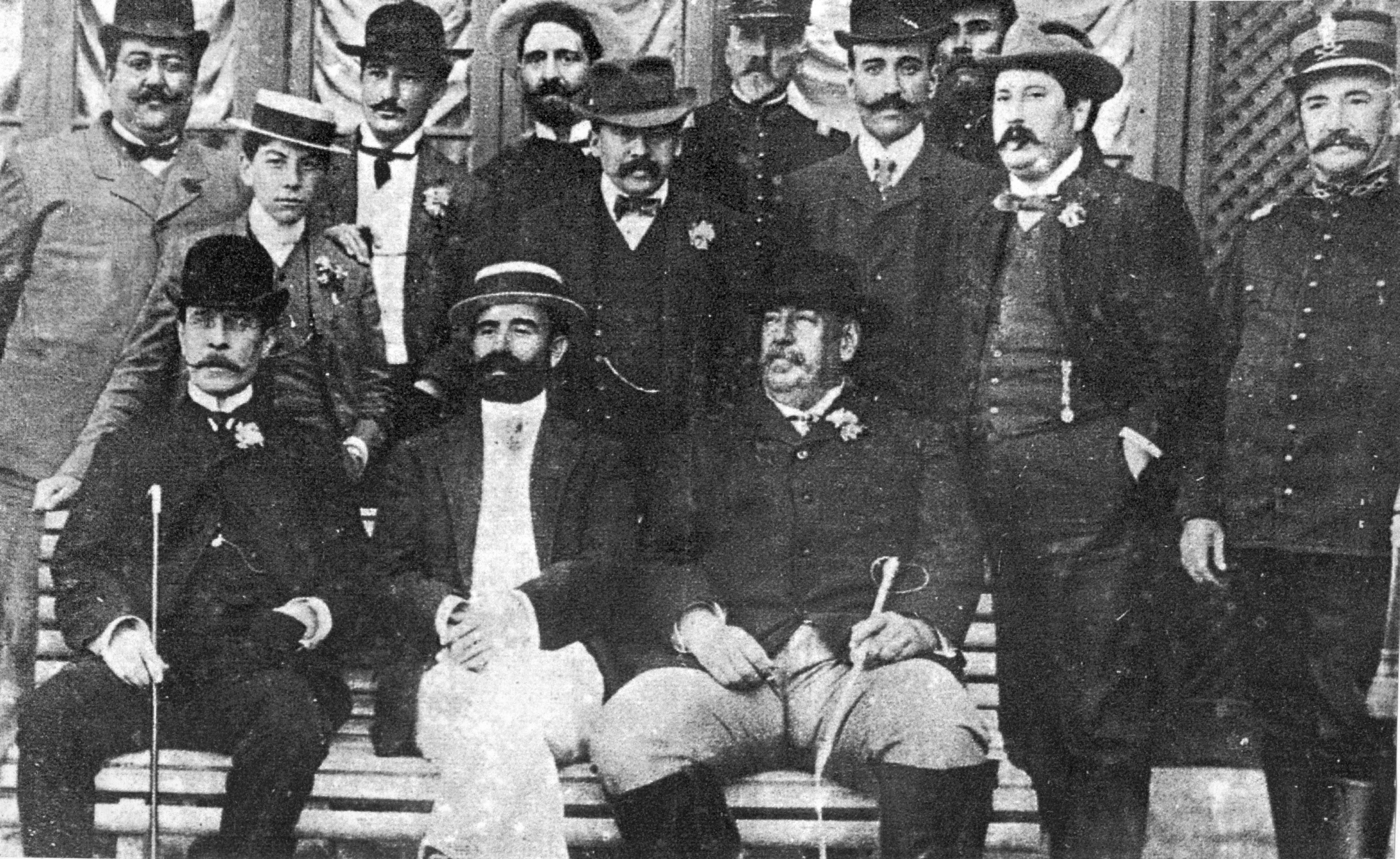
De izquierda a derecha (de pie) Feliciano Viera, Pedro Manini Ríos, Mateo Margariños Solsona, Antonio M. Rodríguez, el coronel Laborde, José Serrato y Domingo Arena, (sentados) Claudio Williman, Diego Pons y José Batlle y Ordóñez. Circa 1911.

La divergencia paulatina desembocó en una ruptura en febrero de 1913, con la renuncia de Manini al cargo de ministro, asumiendo la banca de Senador por Flores. Finalmente, la propuesta constitucional de Batlle se hizo pública el 4 de marzo del año 1913 cuando aparece publicado en la página 7 del diario El Día un artículo firmado por José Batlle y Ordóñez, bajo el título de “Apuntes sobre el colegiado”, que era una síntesis de las bases para la reforma constitucional. Los Apuntes consagraban un Poder Ejecutivo ejercido por una Junta de Gobierno integrada por nueve miembros. Los miembros desempeñarían funciones de tales por nueve años, debiendo ser elegido uno de ellos cada año.
A los pocos días, Manini encabezó un grupo de once senadores colorados que el 17 de marzo de 1913 dieron a conocer un primer manifiesto oficial anticolegialista. Este hecho constituyó la primera gran escisión del Partido Colorado en el siglo XX, lo que a la postre daría lugar a la fundación del "Partido Colorado Fructuoso Rivera", tendencia más conocida como "riverismo".

### Riverismo
Manini, como líder de esta nueva tendencia colorada contraria al batllismo, en un primer momento centró sus críticas al proyecto reformador de Batlle. Como síntesis de sus diferencias, se puede citar la pregunta y respuesta formulada por Manini:

"¿Somos socialistas o somos colorados? Y démonos la respuesta clara, categórica y definitiva. El Partido Colorado en su calidad de liberal, de avanzado y de evolutivo comparte varios puntos del programa mínimo socialista, desde todas las soluciones laicas hasta casi todos los postulados de mejoramiento legal para la clase obrera; pero en su calidad de partido de gobierno, de orden y de defensa institucional, no puede compartir, no comparte los propósitos de revolución social que animan a todos los socialistas" (Citado de Barrán y Nahum, 1985)

En vista a la inminente convocatoria a una Asamblea Constituyente para reformar la Constitución vigente, en 1915 funda la Federación Rural junto a Luís Alberto de Herrera y José Irureta Goyena, como contrapeso a la Asociación Rural, de mayoría pro-gobierno. Llegó a ocupar el primer consejo directivo de la Federación Rural.
Ese mismo año, fue uno de los seis senadores que no votaron la 'Ley de 8 horas'. Junto con el nacionalista Alejandro Gallinal, los otros cinco integraban el bloque de colorados 'anticolegialistas' y conformaban el sector que más directamente representaba los intereses empresariales, resistiendo el avance de los derechos laborales. Estos sectores lograron que la ley excluyera al trabajo rural y al servicio doméstico.
En tanto, líder del riverismo, fue también uno de los actores principales en el bloque anticolegialista formado para la elección de una Asamblea Nacional Constituyente. Celebrada el 30 de julio de 1916, primera elección con voto universal masculino, secreto y con mecanismo de representación nacional, el oficialismo sufrió un duro golpe con la elección mayoritaria de constituyentes anticolegialistas. El triunfo del bloque anticolegialista llevó al presidente de la República en aquel momento, Feliciano Viera, a llevar a cabo un "freno a las reformas", hecho conocido como el "alto de Viera".
De todas formas, colegialistas y anticolegialistas acordaron en conjunto un proyecto de reforma constitucional que contemplaba las preferencias de ambos bandos, dando a luz el Poder Ejecutivo bicéfalo de la Constitución de 1918.
El día 1 de julio de 1917, Manini fundó, junto a Héctor Rivadavia Gómez y Vicente Costa, el diario La Mañana como tribuna opositora a la corriente gubernista de Batlle y Ordóñez y de apoyo al sector riverista. Más tarde fundaría otro diario, llamado El Diario en 1926.

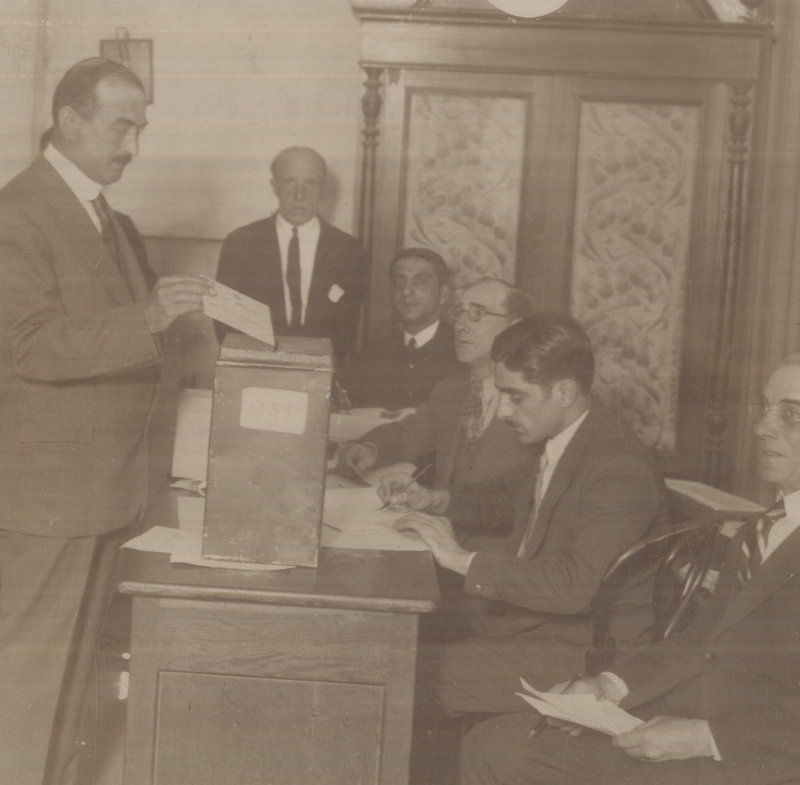
Pedro Manini Ríos ejerciendo el voto en las elecciones del Consejo Nacional de Administración de 1928.

Durante la presidencia de Baltasar Brum, que asumió el mismo día de la entrada en vigencia de la nueva Constitución, Manini ocupó nuevamente el Ministerio del Interior por un breve período de tiempo.
En 1923, en la presidencia de José Serrato, fue designado como Ministro de Relaciones Exteriores, cargo que desempeñó hasta julio de 1924.
En materia diplomática participó, entre 1920 y 1940, en distintas delegaciones al extranjero como en Argentina, Paraguay, Bolivia, Perú y Colombia; como un rol en las negociaciones para poner fin a la Guerra del Chaco junto al canciller argentino Carlos Saavedra Lamas.
En la campaña electoral para las elecciones generales de 1930 fue candidato a la Presidencia encabezando su sector, el riverismo. Con la idea de que los votos del riverismo sumaran al lema del Partido Colorado y no votaran afuera, el batllismo llegó a un acuerdo con Manini. El acuerdo pactado estipulaba que si los votos del riverismo aportaban el 17,5% de los votos colorados, entonces le concederían la Presidencia de la República a Manini. En aquella elección el Partido Colorado ganó las elecciones con un 52% de los votos, pero la candidatura de Pedro Manini Ríos obtuvo 28.882 votos, el 17,42% de los votos dentro del Partido Colorado, faltándole un escaso margen de sufragios para llegar a la Presidencia. Resultó electo el candidato Gabriel Terra.

### Dictadura de Terra
El 31 de marzo de 1933, Manini Ríos, al igual que la fracción mayoritaria del Partido Nacional liderada por Herrera, dio su apoyo al golpe de Estado del presidente Gabriel Terra. El golpe disolvía las cámaras y dejaba sin efecto la Constitución de 1918, junto a su ejecutivo bicéfalo. Posteriormente participó en la elección de los constituyentes de la Constitución de 1934 de la dictadura. Fue nombrado como ministro de Hacienda, función que desempeñó hasta su renuncia en agosto de 1934, por desacuerdos con los nombramientos de cargos de gobierno por Terra.

### Últimos años
Con el retiro de Terra de la presidencia y la asunción de Alfredo Baldomir a la primera magistratura, Manini fue su ministro de Interior entre 1941 y 1942. Siendo una figura política destacada, fue proclamado candidato a la presidencia en el estadio Centenario por el Partido Colorado en diciembre de 1941 para las elecciones que debían de ser celebradas en marzo de 1942. Sin embargo, su candidatura se vio frustrada en febrero de ese año por el Golpe de Estado realizado por el presidente Baldomir que reemplazó la Constitución de 1934 de la dictadura con la Constitución de 1942.
Finalmente, en las elecciones generales de 1942 celebradas en noviembre fue electo senador, pero renunció a su banca.
A partir de entonces se fue alejando paulatinamente de la actividad pública, falleciendo el 4 de julio de 1958, a la edad de setenta y ocho años. El 9 de julio de ese mismo año Luis Alberto de Herrera lo despidió de la siguiente manera en el Consejo Nacional de Gobierno:

"[...] llega hoy hasta la tumba de Pedro Manini Ríos, el homenaje de este poder del Estado, impuesto por la voluntad nacional. Fue un ciudadano, hijo eminente de la República. Nos golpea hoy su deplorable ausencia, cuando todavía estaba destinado a prestarle grandes servicios. En la hora del consejo y de la decisión, su voz de prócer marcaba rumbos. Gran pérdida para el patriotismo. Con pena y emoción de amigo, me inclino ante su alta memoria."

## Actividad deportiva
Pedro Manini Ríos fue uno de los fundadores del Club Nacional de Football, siendo uno de jóvenes socios fundadores que presidieron la Asamblea efectuada el 14 de mayo de 1899 que le dio vida al club. Además, fue su primer presidente honorario.
En 1904 Manini Ríos fue clave al interceder ante José Batlle y Ordoñez para que los Hermanos Céspedes, que estaban exiliados en Argentina por la guerra civil de 1904, pudieran cruzar el río y volver al país para jugar la final del campeonato uruguayo de 1903 (que se había fijado para el 28 de agosto de 1904), logrando ganarlo.

## Descendencia
Pedro Manini Ríos fue la primera persona de su familia en portar los apellidos Manini y Ríos, siendo heredados a sus hijos como uno solo.
Sus dos hijos, Carlos y Alberto, tuvieron largas trayectorias en la política y en el periodismo.
Carlos Manini Ríos (1909 - 1990) fue electo diputado en 1934 y senador en 1946, fue otro dirigente riverista y colorado relevante. Fue director del diario La Mañana, fue Ministro de Jorge Pacheco Areco, embajador durante la dictadura cívico militar y luego de finalizada ésta, Ministro del Interior durante el primer gobierno de Julio María Sanguinetti.
Alberto Manini Ríos (1908 - 1971) fue un abogado, periodista y político integrante del Partido Colorado y de la Unión Demócrata Reformista, se posicionó políticamente en la llamada tercera posición. Ejerció como diputado, director de la edición del interior de La Mañana y Presidente de la Sociedad Editora Uruguaya (S.E.U.S.A.).
Alberto tuvo la suma importante de 9 hijos, su hijo mayor, Hugo, productor arrocero, estuvo integrado a la Juventud Uruguaya de Pie (JUP) de los años 70, y luego terminó respaldando al Frente Amplio. Su octavo hijo, Guido Manini Ríos, ejerció el cargo de Comandante en jefe del Ejército Nacional entre 2015 y 2019, año en el que fue cesado de sus funciones por el presidente Tabaré Vázquez. Poco después fue candidato a la presidencia por el recientemente fundado partido Cabildo Abierto en las elecciones presidenciales de 2019, instancia en la que resultó electo senador de La República Oriental del Uruguay para el período 2020-2025. Este último es el actual líder del partido Cabildo Abierto.
| Predecesor: Juan Antonio Buero | Ministro de Relaciones Exteriores 1 de marzo de 1923-19 de diciembre de 1924 | Sucesor: Juan Carlos Blanco Acevedo |